# Jardim do Mulato
Jardim do Mulato är en kommun i Brasilien.   Den ligger i delstaten Piauí, i den östra delen av landet, 1 200 km nordost om huvudstaden Brasília. Antalet invånare är 4 309.
Omgivningarna runt Jardim do Mulato är huvudsakligen savann. Runt Jardim do Mulato är det glesbefolkat, med 13 invånare per kvadratkilometer.